# Стена за плащане
Стена за плащане (на английски: paywall) e система, която предотвратява достъпа на интернет потребители до съдържание на уеб страница (най-често научни публикации, а понякога и новинарско съдържание), ако нямат платен абонамент за сайта.
Има „твърди“ (hard) и „меки“ (soft) варианти на такива стени за плащания. „Твърдите“ стени позволяват минимален или никакъв достъп до съдържание без наличието на платен абонамент, докато „меките“ стени позволяват повече гъвкавост за потребителите, които могат да видят и без абонамент част от съдържанието, могат да изберат между свободно (free) такова или да получат гратисен период на свободно ползване при абонамент без направено плащане.